# Kanton Mussidan
Der Kanton Mussidan war von 1790 bis 2015 ein französischer Wahlkreis im Arrondissement Périgueux, im Département Dordogne und in der Region Aquitanien; sein Hauptort war Mussidan, Vertreter im Generalrat des Départements war zuletzt von 1994 bis 2015, wiedergewählt 2008, Roland Laurière. 
Der Kanton war 179,55 km² groß und hatte 9059 Einwohner (Stand: 2006). 

## Gemeinden
| Gemeinde                    | Einwohner Jahr | Fläche km² | Bevölkerungsdichte | Code INSEE | Postleitzahl |
| --------------------------- | -------------- | ---------- | ------------------ | ---------- | ------------ |
| Beaupouyet                  | 493 (2013)     | –          | – Einw./km²        | 24029      | 24400        |
| Bourgnac                    | 338 (2013)     | –          | – Einw./km²        | 24059      | 24400        |
| Mussidan                    | 2847 (2013)    | –          | – Einw./km²        | 24299      | 24400        |
| Saint-Étienne-de-Puycorbier | 116 (2013)     | –          | – Einw./km²        | 24399      | 24400        |
| Saint-Front-de-Pradoux      | 1161 (2013)    | –          | – Einw./km²        | 24409      | 24400        |
| Saint-Laurent-des-Hommes    | 1048 (2013)    | –          | – Einw./km²        | 24436      | 24400        |
| Saint-Louis-en-l’Isle       | 278 (2013)     | –          | – Einw./km²        | 24444      | 24400        |
| Saint-Martin-l’Astier       | 137 (2013)     | –          | – Einw./km²        | 24457      | 24400        |
| Saint-Médard-de-Mussidan    | 1753 (2013)    | –          | – Einw./km²        | 24462      | 24400        |
| Saint-Michel-de-Double      | 253 (2013)     | –          | – Einw./km²        | 24465      | 24400        |
| Sourzac                     | 1107 (2013)    | –          | – Einw./km²        | 24543      | 24400        |

## Bevölkerungsentwicklung
| 1962 | 1968 | 1975 | 1982 | 1990 | 1999 |
| ---- | ---- | ---- | ---- | ---- | ---- |
| 8152 | 8649 | 9090 | 9243 | 9048 | 8706 |